# Vallis Inghirami
Vallis Inghirami ist ein Mondtal am südwestlichen Rand der Mondvorderseite. Es erstreckt sich von dem namengebenden Krater Inghirami nach Nordwesten in Richtung auf das Mare Orientale, ebenso wie die nahe gelegenen Mondtäler Vallis Baade und Vallis Bouvard.
Die Struktur, die Merkmale eines ausgedehnten, erkalteten Lavastroms zeigt, dehnt sich über eine Länge von fast 150 Kilometern aus, wobei der Strom an der Basis über 50 km breit ist. Er endet in der Nähe des Kraters Bouvard G.
Der Krater wurde 1964 von der IAU nach dem Krater Inghirami offiziell benannt, der wiederum nach dem italienischen Astronomen Giovanni Inghirami benannt ist.